# Metacynorta bimaculata
Metacynorta bimaculata is een hooiwagen uit de familie Cosmetidae.